# Enduring Love
Enduring Love (pt: O Fardo do Amor; br: Amor Para Sempre ou Amor Obsessivo) é um filme britânico de 2004 dirigido por Roger Michell com roteiro de Joe Penhall, baseado no romance britânico por Ian McEwan. A história é sobre dois estrangeiros que ficam perigosamente próximos um do outro após testemunhar um acidente fatal. O filme estrela Daniel Craig, Rhys Ifans e Samantha Morton com Bill Nighy, Susan Lynch e Corin Redgrave.
Lançado diretamente em vídeo no Brasil.

## Livro contra filme
O filme e o livro diferem bastante, onde a diferença mais óbvia sendo a troca do nome do interesse amoroso de Joe Rose, de Clarissa Mellon para Claire. A personagem passou a ser uma escultora. A profissão de Joe também mudou de escritor científico para um educador universitário. Jed Parry não está mais vivendo uma vida de conforto em sua riqueza herdada.
Várias cenas chaves do romance não aparecem no filme e, no lugar, estão novas cenas do roteirista.
A perseguição de Joe é um mistério no romance - não é claro no começo se está apenas na mente de Joe, já que o leitor entende que ele ainda esteja em choque com o acindente com o balão. No filme a perseguição é mostrada como uma realidade óbvia.
Joe é levado à beira da sanidade no romance através de várias cartas possessivas de Jed, que ajudam o leitor a entender o estado de mente de Jed. Essas não são incluídas no filme.
Existe uma cena no romance onde Jed arruma alguém para matar Joe enquanto este celebrava o aniversário de Clarissa em um restaurante. O homem errado é morto pelo assassino; esta é a parte do romance onde Joe vê o potencial de Jed para a violência. Essa cena não é incluída no filme; ao invés disso mostram Joe como o violento em uma cena em que ele entra no apartamento de Jed com um bastão de basebol.
Na cena clímax do romance, Jed não apunhala Clarissa ou divide um beijo com Joe. Ao invés disso, Jed passa de ameaçar Clarisse com uma faca para ameaçar a cortar a própria garganta e só é parado por Joe, que atira no cotovelo com a arma que havia adquirido anteriormente.

## Elenco
- Daniel Craig — Joe
- Rhys Ifans — Jed
- Samantha Morton — Claire
- Bill Nighy — Robin
- Susan Lynch — Rachel
- Justin Salinger — Frank
- Ben Whishaw — Spud
- Andrew Lincoln — Produtor da TV
- Helen McCrory — Sra. Logan
- Anna Maxwell Martin — Penny
- Corin Redgrave — O Professor

## Resposta da crítica
O filme recebeu críticas mistas. Rotten Tomatoes dar ao filme uma pontuação de 59% com base em 96 comentários.
Empire magazine votou na posição 426 em sua lista de 500 Maiores Filmes já feitos.